# Islotes Catalán
Die Islotes Catalán sind eine Gruppe aus kleinen Inseln und Klippen im Archipel der Südlichen Shetlandinseln. Sie liegen 1,2 km südöstlich des Labbé Point unmittelbar vor dem Südufer der Discovery Bay von Greenwich Island.
Wissenschaftler der 1. Chilenischen Antarktisexpedition (1946–1947) benannten sie nach Juan Catalán Barril, der bei dieser Forschungsreise an der Errichtung der Arturo-Prat-Station beteiligt war.